# Välfärdskapitalism
Välfärdskapitalism är ett begrepp som används om kombinationen av ett kapitalistiskt ekonomiskt system med välfärd. Termen används i synnerhet om det i främst USA och Japan relativt vanliga systemet med att privata företag erbjuder sina anställda välfärdsliknande tjänster, som i många andra industriländer tillhandahålls av staten via skattefinansierade system.

## Begreppets ursprung och utveckling
Begreppet härstammar från den amerikanska industrialiseringen i årtiondena kring förra sekelskiftet och anses vara en av huvudorsakerna bakomliggande utvecklingen av ideella organisationer i USA. Järnvägen och de största industriella storbolagen såsom Ford Motor Company, International Harvester, Standard Oil och United States Steel Corporation gav sina anställda ett flertal förmåner och tjänster, inklusive betald semester, hälso- och sjukvård, pension, tillgång till rekreationsanläggningar, med mera. Det fanns hela industristäder uppbyggda av enskilda företag, varav den mest kända i USA, Pullman, i Chicago, byggdes som ett paternalistiskt experiment av George Pullmans Pullman Car Company. Försöket förstördes dock 1894 av en strejk.
Två viktiga mål, enligt Henry Ford var att minska personalomsättning samt att bygga upp en stabil, lojal, arbetsstyrka med högre produktivitet. Kombinationen hög lön, hög effektivitet och billiga konsumtionsvaror gick under benämningen Fordism och diskuterades flitigt världen över.
Utöver industrialiseringen spelade också Sovjetunionens tillblivelse och uppgång samt socialismens framfart i Europa en avgörande roll i sökandet efter alternativa, amerikanska lösningar till välfärdsfrågorna. Ur entreprenörernas perspektiv var ett frivilligt inrättande av ett välfärdssystem för sina arbetstagare ett enkelt sätt att förhindra uppkomsten av en sociallagstiftning genom att frivilligt lösa problemen och därmed behålla mer av den beslutsfattande makten själva.
Till skillnad från USA byggde flera länder i Västeuropa statsstyrda välfärdssystem, dvs. välfärdsstater i den mening termen mestadels används i Sverige. I slutet av 1800-talet och början av 1900-talet skapade Tyskland och Storbritannien sociala skyddsnät för sina medborgare, inklusive allmän välfärd och arbetslöshetsförsäkring. Dock byggde USA till viss del ut sitt välfärdssystem under 1930-talet. Under 1920-talet och 1930-talet började Sverige att utveckla sin välfärd i en variant som senare kom att benämnas "den svenska modellen", som från och med 1970-talet började omstruktureras och monteras ner, i likhet med liknande välfärdssystem runtom i västvärlden där staten och det offentliga varit huvudman. Från och med 1970-talet skedde det ett paradigmskifte inom den ekonomisk-politiska och sociala debatten som innebar att nyliberala och konservativa policys förordades framför social demokratiskt betonade sådana. Detta skifte har i mycket kommit att karaktäriseras av de policys som regeringarna Margaret Thatcher i Storbritannien och Ronald Reagan i USA lade fram.

## Fördelar
Från företagets synvinkel blir de anställda genom bättre integration i verksamheten mer motiverade, produktiva och identifierar sig sannolikt mer även med obekväma beslut fattade av företaget. Den anställde kommer troligen även att uppleva sitt arbete som mer tilltalande, på grund av den extra hjälp som erbjuds.

## Kritik
Denna typ av välfärd kan kritiseras på flera punkter. Exempelvis är arbetsgivarens avsikt med de sociala förmånerna inte i första hand humanitär, utan att i högre grad utnyttja arbetstagarens outvecklade potential. Detta innebär att hjälpen endast riktar sig till människor som redan har ett förvärvsarbete. Arbetslösa samt människor med nedsatt arbetsförmåga, till exempel fysiskt eller psykiskt funktionshindrade, blir därmed helt utan tillgång till välfärd. Dessutom kan vissa arbetsgivare välja att inte tillhandahålla (en del av) sina anställda sociala förmåner. Genom förmånsprogrammen skapas således en tydlig beroendeställning från arbetstagarens sida mot sin arbetsgivare, som starkt beror på arbetsgivarens goodwill.